# Robert King (Ökonom)
Robert Graham King (* 24. Mai 1951) ist ein US-amerikanischer Wirtschaftswissenschaftler und Hochschullehrer.

## Werdegang, Forschung und Lehre
King studierte Wirtschaftswissenschaften an der Brown University, wo er nach seinem Bachelor-of-Arts-Abschluss mit dem Titel „Asset Markets and the Neutrality of Money“ bei Herschel Grossman, William Poole und Harl Ryder zum Ph.D. promoviert wurde.
Zu Ende seines Ph.D.-Studiums noch als Teaching Associate an der Brown University erstmals im Lehrbereich tätig, wechselte King im Juli 1978 an die University of Rochester. Bis Sommer 1982 war er dort Assistant Professor in Wirtschaftswissenschaften, anschließend Associate Professor. Im Juli 1986 wurde er an der Hochschule zum ordentlichen Professor berufen. Im September 1993 folgte er einen Ruf der University of Virginia. Dort erhielt er zunächst die A.W.-Robertson-Professur, ab August 1997 erhielt er den Robert-P.-Black-Lehrstuhl für Geldwirtschaft sowie den Carter-Glass-Lehrstuhl für Bankwirtschaft. Im September 2000 wechselte er als Wirtschaftsprofessor an die Boston University.
Kings Arbeit erstreckt sich auf verschiedene Gebiete der Wirtschaftswissenschaften, unter anderem zu Konjunkturzyklen, Geldtheorie und Wirtschaftswachstum. Dabei gehört er zu den am häufigsten zitierten Wirtschaftswissenschaftlern, insbesondere mit seinen Arbeiten zur Theorie realer Konjunkturzyklen. 
Seit 1983 ist King Chefredakteur des Journal of Monetary Economics. Er ist seit 1994 Research Associate am National Bureau of Economic Research und seit 1984 als Berater am Research Department der Federal Reserve Bank of Richmond tätig.